# Ли, Дориан
Дориан Ли (англ. Dorian Leigh, 23 апреля 1917, Сан-Антонио — 7 июля 2008[…], Фолс-Черч, Виргиния) — американская супермодель. Была одной из первых моделей, получивших широкую известность.

## Биография
Дориан Ли родилась 23 апреля 1917 года в Сан-Антонио, штат Техас. Впоследствии её родители переехали в Нью-Йорк. Кроме неё в семье было ещё три дочери, одна из которых, Сьюзи Паркер, позднее стала известна как модель и актриса.
В 1935 году Дориан окончила среднюю школу Ньютона в Квинсе, штат Нью-Йорк и поступила в женский колледж Рэндольф-Мэйкон в Линчбурге, штат Вирджиния. В своей автобиографии Дориан утверждала, что она родилась в 1920 году и окончила среднюю школу рано, в возрасте 15 лет в 1935 году, потому что любила учиться. Но это было не так. Она также писала, что была 17-летней студенткой когда впервые вышла замуж, хотя на самом деле ей было 20 лет. В колледже она встретила своего первого мужа, Маршалла Пауэлла Хокинса, за которого вышла замуж в 1937 году. У них было двое детей: Томас Лофтон Хокинс и Марша Хокинс (1940). Пара рассталась в 1940-х годах.
Дориан работала делопроизводителем в универмаге на Манхэттене, затем отслеживала рейтинги радиопрограмм. Она обнаружила, что у неё есть способности к математике, машиностроению и рисованию. Позднее Дориан посещала вечернюю школу в Ратгерсе и изучала машиностроение в Нью-Йоркском университете. Согласно её автобиографии, она поступила в Технологический институт Стивенса в Хобокене, штат Нью-Джерси, и получила степень бакалавра в области машиностроения. Это произошло после того, как лаборатория тестирования способностей сообщила ей, что у неё есть талант к инженерному делу.
Во время Второй мировой войны Ли работала конструктором инструментов в Eastern Air Lines. Она помогала в проектировании крыльев самолёта, начиная с 65 центов в час и заканчивая почасовой оплатой в размере 1,00 доллара. После неудачи с продвижением по службе, по причине того, что она являлась женщиной, Дориан уволилась и устроилась на работу в компанию Republic Pictures в качестве помощника копирайтера. После создания флаеров для фильмов категории B, распространяемых в кинотеатрах, миссис Уэйберн посоветовала ей попробовать себя в качестве модели.

### Карьера модели
Следуя совету миссис Уэйберн, в 1944 году Дориан вступила в модельное агентство Гарри Коновера. В то время ей было уже 27 лет, что является поздним началом карьеры в модельном бизнесе, кроме того её рост не соответствовал параметрам модели. Коновер сразу же отправил её к Диане Вриланд, редактору модного журнала Harper’s Bazaar. Ли встретилась с Вриланд и модным фотографом Луизой Даль-Вульф, которым понравились её зигзагообразные брови. Вриланд предупредила её: «Не делай ничего с этими бровями!» Она попросила Дориан вернуться на следующий день, чтобы сфотографироваться для обложки июньского номера Harper's Bazaar 1944 года. Коновер велел Ли сказать им, что ей 19 лет. Позже они были потрясены, узнав её настоящий возраст и тем, что у неё было двое детей.
Дориан снималась для обложек таких известных журналов, как Vogue, Harper's Bazaar, Paris Match, LIFE и Elle. Из-за её занятого графика двое детей Ли были отправлены жить с её родителями во Флориду, в то время как она проживала в Нью-Йорке и путешествовала по Европе.
В 1946 году Ли появилась на обложках шести американских журналов Vogue. Она работала с известными модными фотографами Ирвингом Пенном, Джоном Роулингсом, Сесилом Битоном и Полом Радкаем. Она встречалась с Ирвингом Пенном, который позже женился на другой модели, Лизе Фонссагривс. Дориан отказалась работать с женой Пола Радкая, Карен, которая хотела стать модным фотографом и сделать фотографии Ли для своего портфолио без оплаты. После этого инцидента Карен заявила Дориан, что погубит её карьеру. Действительно, Vogue никогда больше не приглашал Ли на съёмки, а Карен стала успешным фотографом Vogue и работала там много лет.
Живя в своей квартире в Нью-Йорке, молодой писатель, Трумэн Капоте часто навещал свою подругу Дориан, которая жила в соседней квартире. Капоте был очарован образом жизни Ли, которая постоянно меняла мужчин, а магазин через дорогу отвечал на её телефонные звонки (поскольку в начале 1950-х годов не было автоответчиков). Он называл её беспечной. Говорят, что персонаж Капоте, Холли Голайтли в его знаменитом романе 1958 года Завтрак у Тиффани в значительной степени основан на жизни Дориан Ли, а также светской львицы Глории Вандербильт.
Дориан Ли была лицом одной из линий косметики компании Revlon. В 1952 году, когда ей было 35 лет, Ричард Аведон сфотографировал её для самой известной рекламной кампании Revlon «Огонь и лед». На этой двухстраничной рекламе Дориан одета в очень узкое, расшитое серебряными блестками платье и красную накидку, образ был скопирован с оригинала Баленсиаги. Платье было расшито вручную серебряными блестками, на его создание ушло так много времени, что только передняя часть платья была готова для съёмок рекламы. Задняя часть платья отсутствовала и держалась английскими булавками. В черные волосы Дориан была вплетена серебряная прядь. В оригинальном постере Дориан держала руку у груди. Агентство сочло фотографию слишком откровенной, и она была переснята. Реклама имела огромный успех, завоевав премию Advertising Age Magazine Advertisement of the Year.
Примерно в 1947 году сестра Дориан, Сисси познакомила её с Роджером Мэле, контр-адмиралом ВМС США. Он был разведён с Эйлин Мэле (1918-2016), которая позже стала очень известной журналисткой светской хроники. Сама Сисси уже была замужем за армейским офицером, а Мэле был самым молодым командиром флота и асом-истребителем во время Второй мировой войны. В августе 1948 года Дориан была уже на втором месяце беременности, когда вышла замуж за Мэле. Подружками невесты Дориан были её сестра, Сьюзи Паркер и подруга, модель Кармен Делль'Орефиче. Двое старших детей Дориан, которые воспитывались её родителями во Флориде, переехали жить к ней в Пенсильванию.
К тому времени Ли решила прекратить сотрудничество с агентством Гарри Коновера. Телефоны его агентства часто были заняты, клиентам требовалось очень много времени, чтобы заплатить моделям за их работу. Дориан решила основать собственное модельное агентство под названием «Fashion Bureau». Она придумала идею ваучерной системы. Согласно этой инновационной системе модельное агентство платило моделям еженедельно. Часто компаниям требовались недели, месяцы или даже годы, чтобы заплатить моделям за их работу. После замужества с Мэле её модельное агентство закрылось.
27 марта 1949 года Дориан родила дочь Янг Ив Мэле. У супругов был дом в округе Бакс, штат Пенсильвания, но они редко виделись. Карьера Роджера Мэле привела его в Атлантик-Сити, а Ли постоянно ездила в Нью-Йорк и Париж для работы моделью. Она стала чаще работать в Европе с Ричардом Аведоном. В 1952 году Ли сыграла роль модели в пьесе «The Fifth Season». Её работа в качестве модели, матери и актрисы была показана на обложке журнала Look от 2 июня 1953 года. К тому времени Дориан появился на обложках более чем 50 журналов.
В Париже она познакомилась с женатым испанским спортсменом, Альфонсо де Портаго. Ли снова отправила своих детей жить к её родителям во Флориду. Альфонсо был моложе Дориан на 11 лет. Она все ещё была замужем за Роджером Мэле. Портаго также был женат на американской танцовщице по имени Кэрролл Макдэниел, которая позже вышла замуж за Милтона Петри. Кроме того, у Портаго и Кэрролл была трехлетняя дочь. Альфонсо рассказал Дориан, что много лет назад он увидел рекламу Revlon с ней в аптеке в Испании и был очарован. Ли и Альфонсо все лето провели вместе в Париже и Биаррице. Дориан забеременела от него, но предпочла сделать аборт, потому что боялась, что Роджер Мэле разведется с ней и возьмет полную опеку над их дочерью Янг Ив. Лишь несколько недель спустя, в конце лета, Альфонсо сообщил Дориан, что Кэрролл беременна их вторым ребёнком. Ли вернулась в США и развелась с Роджером Мэле 24 ноября 1954 года. После этого Альфонсо женился на Дориан в Мексике, но поскольку де Портаго не был разведён, брак не был законным.
Дориан продолжала жить с де Портаго, хотя его жена родила от него сына, Энтони де Портаго в 1954 году. Коко Шанель заявила Дориан, что та тратит свою жизнь на идиота. Несмотря на предупреждение Шанель, Дориан снова забеременела от де Портаго, хотя он все ещё был женат на Кэрролл. Чтобы избежать скандальной внебрачной беременности и сплетен в США, Дориан оставила троих своих детей с родителями во Флориде, а сама сбежала в Париж и Швейцарию. В Швейцарии Дориан провела некоторое время с семьей Чарли Чаплина, прежде чем родить своего сына Кима Бласа Паркера 27 сентября 1955 года. Дориан не рассказала родителям об этом ребёнке, а вместо этого солгала и сказала своей семье, что она находится в туберкулезной клинике. Дориан и де Портаго продолжали поддерживать постоянные отношения в 1956 и 1957 годах.

### Жизнь после работы моделью
Живя во Франции со своим маленьким сыном Кимом, Дориан приближалась к 40 годам. Её карьера модели подходила к концу, поэтому Дориан основала первое во Франции легальное модельное агентство, чтобы содержать своего сына. Она также одолжила финансово безответственному де Портаго около 15 000 долларов.
Де Портаго, все ещё женатый, теперь также открыто встречался с актрисой Линдой Кристиан (1923-2011), бывшей женой актёра Тайрона Пауэра в начале 1957 года. 23 апреля 1957 года, в 40-й день рождения Дориан, де Портаго сообщил Дориан, что он якобы окончательно разводится с Кэрролл, чтобы они могли официально пожениться. Он сказал ей, что 8 мая 1957 года участвует в знаменитой гонке «Тысяча миль» в Италии, а 9 мая Кэрролл должна была подписать бумаги о разводе. Но этому не суждено было сбыться, Альфонсо и его штурман, Эдмунд Нельсон были изувечены и погибли в страшной аварии. Когда шина взорвалась, он не справился с управлением и убил девять зрителей, в том числе пятерых детей. Эта катастрофа навсегда положила конец гонке «Тысяча миль».
В 1957 году Дориан вернулась во Флориду, где навестила свою дочь, Янг в родительском доме. Она забрала её и бежала в Париж. Следующие годы она провела в основном во Франции.  Двое старших детей Ли окончили среднюю школу. Она продолжала работать в модельном агентстве в Париже и в 1958 году забеременела от ещё одного мужчины. Находясь в парижской больнице 6 июня 1958 года, Дориан узнала, что её сестра, Сьюзи с отцом попали в серьёзную автомобильную аварию. Отец якобы не видел и не слышал поезда и выехал на рельсы, где поезд врезался в его машину. Они ехали навестить мать Сьюзи, которая лежала в больнице с раком. Их отец был убит. Сьюзи сломала обе руки и пролежала в больнице три месяца. Затем Дориан попросила своего гинеколога, Сержа Бордата сделать ей аборт. Спустя несколько дней она неожиданно вышла замуж за Бордата.
Хотя у Дориан уже было четверо детей от трех разных мужчин, она хотела ещё одного ребёнка. Бордат утверждал, что он слишком молод, чтобы иметь детей. Дориан съехала из их квартиры, но они остались официально женатыми. Дориан была так занята своим парижским модельным агентством, что теперь у неё имелись филиалы в Гамбурге, Германии и Лондоне. Она часто бывала там. Во время одиночных лыжных каникул в Клостерсе, Швейцария, на Рождество 1960 года, 43-летняя Дориан страстно желала ребёнка и спала с четырьмя разными мужчинами в течение недели. Три месяца спустя её муж узнал через одну из моделей Дориан, что она беременна от одного из этих мужчин. В сентябре 1961 года Дориан родила во Франции своего пятого ребёнка — дочь Миранду. Дориан подумала, что отец ребёнка — молодой инструктор по лыжным гонкам в Клостерсе. После этого Дориан развелась с Бордатом. Она не сказала Миранде, что доктор Бордат не являлся её отцом, пока та не стала подростком, и, несмотря на то, что Миранда никогда не встречалась со своим биологическим отцом, она все же сохранила его фамилию.
В 1964 году 47-летняя Дориан познакомилась с 23-летним израильским писателем, Иддо Бен-Гурионом, и они поженились. Позже она узнала, что Иддо была наркоманом, который воровал деньги из её модельных агентств. Ли развелась с ним в 1966 году, и оставалась незамужней в течение следующих сорока четырёх лет своей жизни вплоть до своей смерти в 2008 году. В конце концов ей пришлось закрыть свои агентства, потому что Иддо разворовал все деньги. Большая часть её состояния была безрассудно потрачена или украдена.
В 1977 году Дориан позвонили из нью-йоркского модельного агентства Стюарта Коули и попросили её поработать его офис-менеджером. Дориан согласилась вернуться в Нью-Йорк, где жил её сын Ким. Сводный брат Ким, Энтони де Портаго тоже жил в Нью-Йорке, и они стали хорошими друзьями. Вскоре Дориан узнала, что её 21-летний сын (Ким) был серьёзным наркоманом, и отправила его ненадолго жить к своей сестре Сьюзи в Калифорнию. Его выгнали оттуда, когда выяснилось, что он продолжает употреблять наркотики в их доме. Ким вернулся в Нью-Йорк, и только через шесть месяцев после того, как Дориан вновь воссоединилась с Ким в Нью-Йорке, он прыгнул с 33 этажа из окна своей квартиры, оставив предсмертную записку. 6 марта 1990 года сводный брат Ким, Энтони умер от СПИДа.
После смерти Кима, Дориан жила в Паунд-Ридже, штат Нью-Йорк, где она делала паштеты для деликатесов и специализированных продовольственных магазинов, согласно профилю Нью-Йорк Таймс. Она также работала с Мартой Стюарт в начале 1980-х годов.
В 1980 году Дориан выпустила автобиографию «The Girl Who Had Everything».
По словам Дориан, она посвятила свою автобиографию покойному сыну: «Я действительно написала ее для Кима, который никогда ее не прочтет. Но, возможно, другие сыновья и их родители могут извлечь уроки из моего несчастного опыта».

## Смерть
Дориан умерла в доме престарелых Фоллс-Черч, штат Вирджиния, от болезни Альцгеймера в возрасте 91 года в 2008 году. У неё осталось несколько внуков.